# Phyllanthus rheophyticus
Phyllanthus rheophyticus är en emblikaväxtart som beskrevs av Michael George Gilbert och Ping Tao Li. Phyllanthus rheophyticus ingår i släktet Phyllanthus och familjen emblikaväxter.
Artens utbredningsområde är Hainan (Kina). Inga underarter finns listade i Catalogue of Life.